# دافين جوزيف
دافين جوزيف (بالإنجليزية: Davin Joseph)‏ هو لاعب كرة قدم أمريكية أمريكي، ولد في 22 نوفمبر 1973 في هالانديل بيتش في الولايات المتحدة.

## وصلات خارجية
- الموقع الرسمي